# Чемпионат СССР по лыжным гонкам 1983
Лично-командный чемпионат СССР (55-й) проводился в 2 этапа.
I этап прошел в Бакуриани (Грузинская ССР) с 26 по 27 января 1983 года. Разыграно 2 комплекта медалей: 27 января в гонке на 30 км (мужчины), 26 января в гонке 10 км (женщины).
II этап прошел в Сыктывкаре (Коми АССР) с 18 по 23 марта 1983 года. Разыграно 6 комплекта медалей в гонках на 15 и 50 км и эстафете 4×10 км (мужчины), в гонках на 5 и 20 км и эстафете 4х5 км (женщины).

## Медалисты

### Мужчины
|                  | Золото                                                                    | Серебро                                                              | Бронза                                                                            |
| ---------------- | ------------------------------------------------------------------------- | -------------------------------------------------------------------- | --------------------------------------------------------------------------------- |
| Гонка на 15 км   | Бажуков Николай Вооружённые Силы Сыктывкар 41.17,6                        | Батюк Александр «Динамо» Киев 41.20,3                                | Сокарев Сергей Вооружённые Силы Ленинград 41.33,8                                 |
| Гонка на 30 км   | Завьялов Александр Вооружённые Силы Московская область 1:24.13,7          | Никитин Владимир «Зенит» Ижевск 1:25.11,9                            | Бажуков Николай Вооружённые Силы Сыктывкар 1:25.25,2                              |
| Гонка на 50 км   | Мазалов Владимир «Динамо» Курган 2:30.11,5                                | Бородавко Юрий «Буревестник» Челябинск 2:31.33,6                     | Сахнов Владимир Вооружённые Силы Алма-Ата 2:32.13,7                               |
| Эстафета 4х10 км | «Динамо» Беляев Евгений Кутукин Александр Иванов Анатолий Батюк Александр | «Зенит» Филиппов Мирон Романов Анатолий Токарев Михаил Журавлев Олег | Вооружённые Силы Сахнов Владимир Бажуков Николай Бакиев Розалин Деветьяров Михаил |

### Женщины
|                 | Золото                                                                      | Серебро                                                                            | Бронза                                                                |
| --------------- | --------------------------------------------------------------------------- | ---------------------------------------------------------------------------------- | --------------------------------------------------------------------- |
| Гонка на 5 км   | Лядова Любовь Вооружённые Силы Москва 15:28,7                               | Сметанина Раиса «Урожай» Сыктывкар 15:37,9                                         | Амосова Зинаида «Труд» Свердловск 15:40,2                             |
| Гонка на 10 км  | Сметанина Раиса «Урожай» Сыктывкар 31:51,0                                  | Суслова Ираида Вооружённые Силы Москва 33:05,7                                     | Шамакова Надежда «Труд» Москва 33:08,4                                |
| Гонка на 20 км  | Сметанина Раиса «Урожай» Сыктывкар 57:09,4                                  | Лядова Любовь Вооружённые Силы Москва 57:47,0                                      | Заболотская Любовь «Зенит» Москва 59:12,9                             |
| Эстафета 4х5 км | «Урожай» Маркашанская Тамара Степанова Юлия Парамонова Нина Сметанина Раиса | Вооружённые Силы Суслова Ираида Зимятова Любовь Спиридонова Алевтина Лядова Любовь | «Труд» Першина Татьяна Климова Елена Шамакова Надежда Амосова Зинаида |

Лично-командный чемпионат СССР (22-й) в лыжной гонке на 70 км среди мужчин проводился в Кандалакше 10 апреля 1983 года.

### Мужчины (70 км)
|                | Золото                                            | Серебро                                           | Бронза                                   |
| -------------- | ------------------------------------------------- | ------------------------------------------------- | ---------------------------------------- |
| Гонка на 70 км | Сокарев Сергей Вооружённые Силы Ленинград 3:36,08 | Сергеев Сергей Вооружённые Силы Ленинград 3:39,11 | Ушаков Александр «Динамо» Москва 3:40,03 |

Лично-командный чемпионат СССР (9-й) в лыжной гонке на 30 км среди женщин проводился в Апатитах Мурманской области 9 апреля 1983 года.

### Женщины (30 км)
|                | Золото                                     | Серебро                                       | Бронза                                 |
| -------------- | ------------------------------------------ | --------------------------------------------- | -------------------------------------- |
| Гонка на 30 км | Сметанина Раиса «Урожай» Сыктывкар 1:38,55 | Лядова Любовь Вооружённые Силы Москва 1:39,40 | Степанова Юлия «Урожай» Ижевск 1:41,32 |